# 嘉尔嘎勒赛汉镇
嘉尔嘎勒赛汉镇，是中华人民共和国内蒙古自治区阿拉善盟阿拉善左旗下辖的一个乡镇级行政单位。

## 行政区划
嘉尔嘎勒赛汉镇下辖以下地区：
孪井社区、乌兰呼都格嘎查、豪依尔呼都格嘎查、巴兴图嘎查、阿格坦乌素嘎查、查汉艾木嘎查、阿敦高勒嘎查、查干高勒嘎查、塔日阿图嘎查、哈腾高勒嘎查、厢和图嘎查、科森嘎查、呼布其嘎查和乌兰恩格嘎查。